# Gottgläubig
Gottgläubig (doslova: „věřící v Boha“) byl náboženský termín používaný v nacistickém Německu pro formu nedenominacionalismu praktikovaného těmi Němci, kteří oficiálně opustili křesťanské církve, ale vyznávali víru v nějakou vyšší moc nebo božského stvořitele. Takovým lidem se říkalo Gottgläubige („věřící v Boha“, plurál) a termín pro celkové hnutí byl Gottgläubigkeit („víra v Boha“); termín označuje někoho, kdo stále věří v Boha, i když bez jakékoli institucionální náboženské příslušnosti. Tito národní socialisté nebyli nakloněni náboženským institucím své doby, ale ani ve svých řadách netolerovali ateismus jakéhokoli typu. Filosofický slovník z roku 1943 definoval gottgläubig jako: „oficiální označení pro ty, kteří vyznávají specifický druh zbožnosti a morálky, aniž by byli vázáni na církevní denominaci, ale zároveň odmítají ireligiozitu a ateismus“. Při sčítání v roce 1939 se 3,5 % německé populace identifikovalo jako gottgläubig.